# Puntate di Anima gemella
Gli otto episodi della miniserie televisiva Anima gemella sono stati trasmesse in prima visione su Canale 5 ogni mercoledì dall'11 ottobre al 1º novembre 2023 in quattro prime serate.
La miniserie è diretta da Francesco Miccichè, sceneggiata da Peter Exacoustos, il quale ha anche curato il soggetto con Magda Mangano e Laura Nuti.
| nº | Titolo       | Titolo          | Prima TV         |
| nº | In streaming | In chiaro       | Prima TV         |
| -- | ------------ | --------------- | ---------------- |
| 1  | Episodio 1   | Prima puntata   | 11 ottobre 2023  |
| 2  | Episodio 2   | Prima puntata   | 11 ottobre 2023  |
| 3  | Episodio 3   | Seconda puntata | 18 ottobre 2023  |
| 4  | Episodio 4   | Seconda puntata | 18 ottobre 2023  |
| 5  | Episodio 5   | Terza puntata   | 25 ottobre 2023  |
| 6  | Episodio 6   | Terza puntata   | 25 ottobre 2023  |
| 7  | Episodio 7   | Quarta puntata  | 1º novembre 2023 |
| 8  | Episodio 8   | Quarta puntata  | 1º novembre 2023 |

## Prima puntata

### Episodio 1
Carlo Bontempi è un medico e chirurgo torinese di grande talento, devastato dal dolore per la morte della moglie Adele. Due anni dopo, Carlo è riuscito a superare il suo lutto e ha deciso di voltare pagina, chiedendo a Margherita Bosio, migliore amica di Adele, di sposarlo. Ma non appena prende questa decisione, l'arrivo di una nuova donna fa vacillare tutte le sue certezze: si tratta di Nina Caruso, una truffatrice problematica e generosa che si spaccia per medium durante una festa nella villa dei Bosio, grazie al suo grande talento nell'imitare le voci. Nel corso della finta seduta spiritica organizzata per raggirare la contessa Ortensia, la nonna di Margherita, però, succede qualcosa di strano: Nina va in trance e pronuncia una frase che solo Adele avrebbe potuto dire a Carlo. Il medico osserva la scena e la soccorre ma non fa in tempo a chiederle il nome perché Nina scappa sotto la pioggia. Carlo trova per terra un suo orecchino e inizia quindi a fare una vera indagine; dopo diversi tentativi andati a vuoto, il medico riesce a fermarla e a chiederle le generalità.
- Altri interpreti: Gianni Bissaca (Rinaldo).
- Ascolti: telespettatori 2 403 000 – share 14,00%[4].

### Episodio 2
Carlo e Nina iniziano a frequentarsi ed entrano in sintonia. Entrambi hanno modo di imbattersi in Madame Margot, una donna sensitiva che gestisce un negozio esoterico. Nina si sente di nuovo male e in ospedale Carlo le fa fare degli accertamenti. Quest'ultimo scopre che la moglie non è morta a causa di un virus ma per una strana insufficienza renale che non era stata riscontrata all'epoca. Nina e l'amica-complice Annabella vengono avvertite dal commissario Barbera di essere state segnalate per la truffa che hanno messo in atto. Nel finale Carlo porta Nina nella sua villa sul Lago Maggiore dove la ragazza va di nuovo in trance impersonando Adele la quale sembra voler mandare dei messaggi all'ex marito.
- Altri interpreti: Federico Scribani (ingegnere).
- Ascolti: telespettatori 2 403 000 – share 14,00%[4].

## Seconda puntata

### Episodio 3
Nina è convinta che Adele voglia che si indaghi sulla sua morte. Carlo si sofferma ancora sui valori sballati delle analisi della moglie facendo insospettire il collega Melodia e Margherita con la quale deve sposarsi. Mentre sta recuperando della merce nella cella frigorifera del ristorante presso cui lavora, Nina va di nuovo in trance e capisce che Adele è stata avvelenata con il mercurio. La ragazza si precipita quindi a Villa Bosio, dove è in corso una festa importante, per avvisare Carlo. Quest'ultimo ottiene poi la conferma scientifica del fatto grazie ad alcuni capelli trovati su una spazzola appartenente ad Adele.
- Altri interpreti: Federico Scribani (ingegnere).
- Ascolti: telespettatori 2 292 000 – share 13,40%[5].

### Episodio 4
Carlo dice a Margherita che Adele è stata avvelenata poco per volta con il mercurio e che quindi non è morta a causa del virus. Appurato perciò che anche la cartella di Adele era stata contraffatta e che il mercurio possa averlo ingerito in modo organico, il medico si rivolge al commissario Barbera per sporgere denuncia ma il poliziotto non gli crede e anzi tenta di aprirgli gli occhi su Nina mettendolo al corrente di tutti i suoi precedenti. Carlo però non si impressiona e continua a frequentare Nina. I due rintracciano Irma Lovric, l'infermiera di Adele, che ora lavora come donna delle pulizie al Museo Egizio, la quale nega di aver avvelenato la donna. All'uscita del museo, Carlo e Nina si baciano ma la ragazza se ne pente subito e scappa rischiando di essere investita da un'auto pirata.
- Altri interpreti: Gianni Franco (vicino di casa di Irma Lovric).
- Ascolti: telespettatori 2 292 000 – share 13,40%[5].

## Terza puntata

### Episodio 5
Nina si è salvata grazie all'intervento di Adele, ma dalle telecamere di sicurezza del museo non si riesce a individuare l'auto pirata a causa di un'interferenza. Nina e Carlo, con l'aiuto di Annabella, scoprono che l'infermiera Irma, prima della morte di Adele, aveva ricevuto diversi bonifici dalla ChocoElly, società offshore che trafficava in cacao illegale e sulla quale stava facendo delle ricerche proprio la moglie del medico. Carlo si rivolge al padre di Margherita, il quale gli dice di chiedere a suo padre perché i Bosio non hanno a che fare con quei traffici. Margherita affronta Nina pensando che il suo futuro marito possa essersi innamorato di lei. La dottoressa discute della questione anche con Carlo, escludendo l'ipotesi che Adele possa essere stata uccisa: il dottore le ribadisce di voler scoprire la verità e che si potrebbe rimandare il loro matrimonio. Anche il padre di Carlo fa il vago sulla ChocoElly rimproverando il figlio per la strana frequentazione con Nina. Carlo affronta quindi Tommy, cugino di Margherita e collega di studio di Adele, il quale svela che la ChocoElly faceva parte della holding di suo padre e che era stata chiusa poco prima della morte di sua moglie. Carlo allora torna dal padre, il quale nega con forza di essere coinvolto prima di avere un malore. In ospedale Carlo viene avvicinato dalla Lovric, la quale gli racconta di aver ricevuto da suo padre tutti quei soldi solamente per le cure del figlioletto. Poco dopo il dottore sul PC della moglie trova un video di Adele indirizzato a lui nel quale racconta di aver scoperto che il suocero, per conto dei Bosio, importava cacao illegalmente, di averlo poi convinto a chiudere la ChocoElly e ad aiutare economicamente l'infermiera. Carlo e Nina finiscono per baciarsi e per fare l'amore al lago. Poco dopo la ragazza viene recuperata in acqua dopo aver ritrovato una pistola sul fondale.
- Ascolti: telespettatori 2 286 000 – share 13,50%[6].

### Episodio 6
Carlo e Nina consegnano subito la pistola alla polizia, ma la ragazza inizia a ricevere dei messaggi anonimi con minacce. Scopre poi che Adele aveva comprato degli orecchini blu da Madame Margot la quale subito dopo l'ha vista abbracciarsi con un uomo che però non riconosceva. Carlo scopre a casa di Nina che lei e Annabella stavano spiando lui e Margherita, per rubare un prezioso diamante a casa Bosio; la ragazza cerca di spiegare di non saperne nulla ma lui non le crede. Carlo perciò decide di rivolgersi alla polizia accompagnato da Tommy per denunciare Nina e Annabella e avverte anche Margherita, prima di decidere di lasciare l'ospedale per un certo periodo perché ha bisogno di staccare. Nel frattempo muore la signora Ortensia, nonna di Margherita, che appare in sogno a Nina dicendole di cercare un tè verde giapponese che piaceva ad Adele. Il commissario Barbera trova indizi sul fatto che potrebbe essere stato Tommy a voler investire Nina e scopre che la pistola ritrovata nel lago appartiene a lui. Carlo, dopo aver sentito da Adele del tè verde, lo recupera per farlo analizzare dalla polizia. Tommy, messo alle strette da Carlo, confessa che aveva comprato una pistola perché veniva minacciato da alcuni strozzini per un debito che aveva contratto e che Adele aveva scoperto tutto impossessandosi dell'arma. In quell'istante arriva il commissario Barbera per arrestare Tommy per aver tentato di investire Nina, e anche perché nel tè era stato ritrovato mercurio.
- Ascolti: telespettatori 2 286 000 – share 13,50%[6].

## Quarta puntata

### Episodio 7
Annabella ha scoperto che a mandare i messaggi minatori a Nina è stato il dottor Melodia e mette in guardia l'amica la quale si intrufola in ospedale e si mette a seguire il dottore. Melodia però se ne accorge e la insegue per il reparto; Nina si chiude in ascensore salvata dalla presenza di Adele ma è colta da un malore. Intanto Annabella si presenta a casa Bosio autodenunciandosi per il tentativo di furto del diamante: avvisa però Achille che se la denuncerà lei romperà il patto di segretezza che lui aveva siglato con sua madre riguardo al fatto che lei è sua figlia. Nina è in coma farmacologico e ha un tumore al cervello per cui un intervento sarebbe abbastanza pericoloso. Annabella mette al corrente Carlo della scoperta fatta su Melodia.
- Altri interpreti: Miro Landoni (custode del garage di Tommy).
- Ascolti: telespettatori 2 343 000 – share 13,90%[7].

### Episodio 8
Carlo, incalzato da Annabella, inizia a sospettare di Melodia e si confronta con Margherita. Negli stessi istanti fuori dall'ospedale Melodia viene prelevato dal vicequestore Barbera che gli fa qualche domanda; la polizia scopre che il dottore era in costante contatto con Madame Margot la quale poco dopo viene trovata morta per avvelenamento nel suo negozietto. Melodia fa perdere le proprie tracce e Carlo in ospedale salva Nina, che si risveglia poco dopo, trovando una siringa a fianco del suo letto. Carlo ha un'intuizione e si precipita a casa trovando un registratore nascosto tra i libri di Adele. Nina, con l'aiuto del suo amico Ruben, riesce a scappare dall'ospedale e si presenta al matrimonio tra Carlo e Margherita. Mentre è in corso la funzione però Carlo fa proiettare davanti a tutti gli invitati la registrazione fatta in casa da Adele nella quale c'è la prova che è stata avvelenata da Margherita la quale prima cerca di chiarire ma poi tenta la fuga venendo placcata da Annabella, la sua sorellastra, che riesce a sfilarle il prezioso gioiello, prima dell'arrivo della polizia. Il vicequestore Barbera spiega a Carlo che i legali punteranno sull'infermità mentale di Margherita anche se le prove a suo carico sono tante: oltre all'omicidio di Adele della quale era gelosa e di Madame Margot che l'aveva scoperta, ci sono il tentativo di investire Nina e di ucciderla in ospedale e il depistaggio per far ricadere la colpa prima su Tommy e poi sul dottor Melodia. Carlo e Nina possono finalmente dichiararsi amore ma mentre sono al lago la ragazza ha un'altra crisi.
- Ascolti: telespettatori 2 343 000 – share 13,90%[7].